# Política de Granada
A política de Granada possui como forma de governo a Monarquia parlamentarista.

## Características
- Divisão administrativa: 8 conselhos locais e 1 cidade.
- Principais partidos: Novo Partido Nacional (NNP), Congresso Nacional Democrático (NDC), Trabalhista *Unido de Granada (Gulp).
- Legislativo: bicameral - Senado, com 13 membros indicados pelo governador-geral (10 em *consulta com o primeiro-ministro e 3 com o líder da oposição); Casa dos Representantes, com 15 membros *eleitos por voto direto para mandato de 5 anos.
- Constituição em vigor: 1974.

## Partidos políticos e eleições
Para os outros partidos políticos, ver lista de partidos políticos em Granada. Uma visão geral sobre as eleições e os resultados eleitorais está incluído nas Eleições em Granada.
| Partidos                       | Votos  | %     | +/–  | Assentos | +/– |
| ------------------------------ | ------ | ----- | ---- | -------- | --- |
| Congresso Nacional Democrático | 29,007 | 50.97 | +5.4 | 11       | +4  |
| Novo Partido Nacional          | 27,189 | 47.77 | –0.2 | 4        | –4  |
| Plataforma de Trabalho         | 478    | 0.84  | –2.4 | —        | ±0  |
| Good Ole Democracia            | 3      | 0.01  | —    | —        | —   |
| Independentes                  | 12     | 0.02  | —    | —        | —   |
| Votos inválidos                | 222    | 0.39  | —    | —        | —   |
| Total (afluência 80.3%)        | 56,911 | 100.0 |      | 15       |     |
| Eleitores inscritos            | 70,869 |       |      |          |     |
| Fonte: Grenada Broadcast       |        |       |      |          |     |

| Partidos                                               | Votos  | %    | +/-   | Assentos | +/- |
| ------------------------------------------------------ | ------ | ---- | ----- | -------- | --- |
| Novo Partido Nacional                                  | 22,566 | 48.0 | -14.2 | 8        | -7  |
| Congresso Nacional Democrático                         | 21,445 | 45.6 | +20.7 | 7        | +7  |
| Partido Trabalhista Unido de Granada                   |        | 3.2  |       | -        |     |
| Movimento Popular de Trabalho                          |        | 2.2  |       | -        |     |
| Total (afluência 57.4%)                                | 47,239 |      |       | 15       |     |
| Votos inválidos                                        | 249    |      |       |          |     |
| Total votos                                            | 47,488 |      |       |          |     |
| Eleitores inscritos                                    | 82,270 |      |       |          |     |
| Fonte: Adam Carr's Election Archive, IPU Parline e AFP |        |      |       |          |     |

## Divisões administrativas
6 paróquias e 2 dependência*; Carriacou e Petit Martinique*, Saint Andrew, Saint David, Saint George, Saint John, Saint Mark, Saint Patrick

## Organização internacional participação
ACP, C, Caricom, CDB, ECLAC, FAO, G-77, IBRD, ICAO, ICFTU, ICRM, IDA, IFAD, IFC, IFRCS, ILO, IMF, IMO, Interpol, IOC, ISO (subscriber), ITU, LAES, NAM, OAS, OECS, OPANAL, OPCW, UN, UNCTAD, UNESCO, UNIDO, UPU, WCL, WHO, WIPO, WToO, WTrO